# José Familia
José Familia (nacido el 30 de abril de 1998) es un jugador de baloncesto dominicano. Con 2.07 metros de altura, juega en la posición de pívot o ala-pívot.

## Trayectoria deportiva
En 2016, disputó el FIBA Américas sub-18 en Valdivia (Chile) con la selección de baloncesto de la República Dominicana. Tras destacar en su país en las filas del Club los Pepines (Cupes), en verano de 2018 firmó por el Le Mans Sarthe Basket para debutar como profesional en la temporada 2018-19.
En abril de 2021, firma por Cimarrones Caribbean Storm de la Liga Profesional de Baloncesto de Colombia.
El 15 de septiembre de 2021, firma por la Asociación Deportiva Atenas de la Liga Nacional de Básquet de Argentina.